# Poule-les-Écharmeaux
Poule-les-Écharmeaux là một xã thuộc tỉnh Rhône trong vùng Auvergne-Rhône-Alpes phía đông nước Pháp. Xã này nằm ở khu vực có độ cao trung bình 675 mét trên mực nước biển.